# Neujahrsentschuldigungskarte

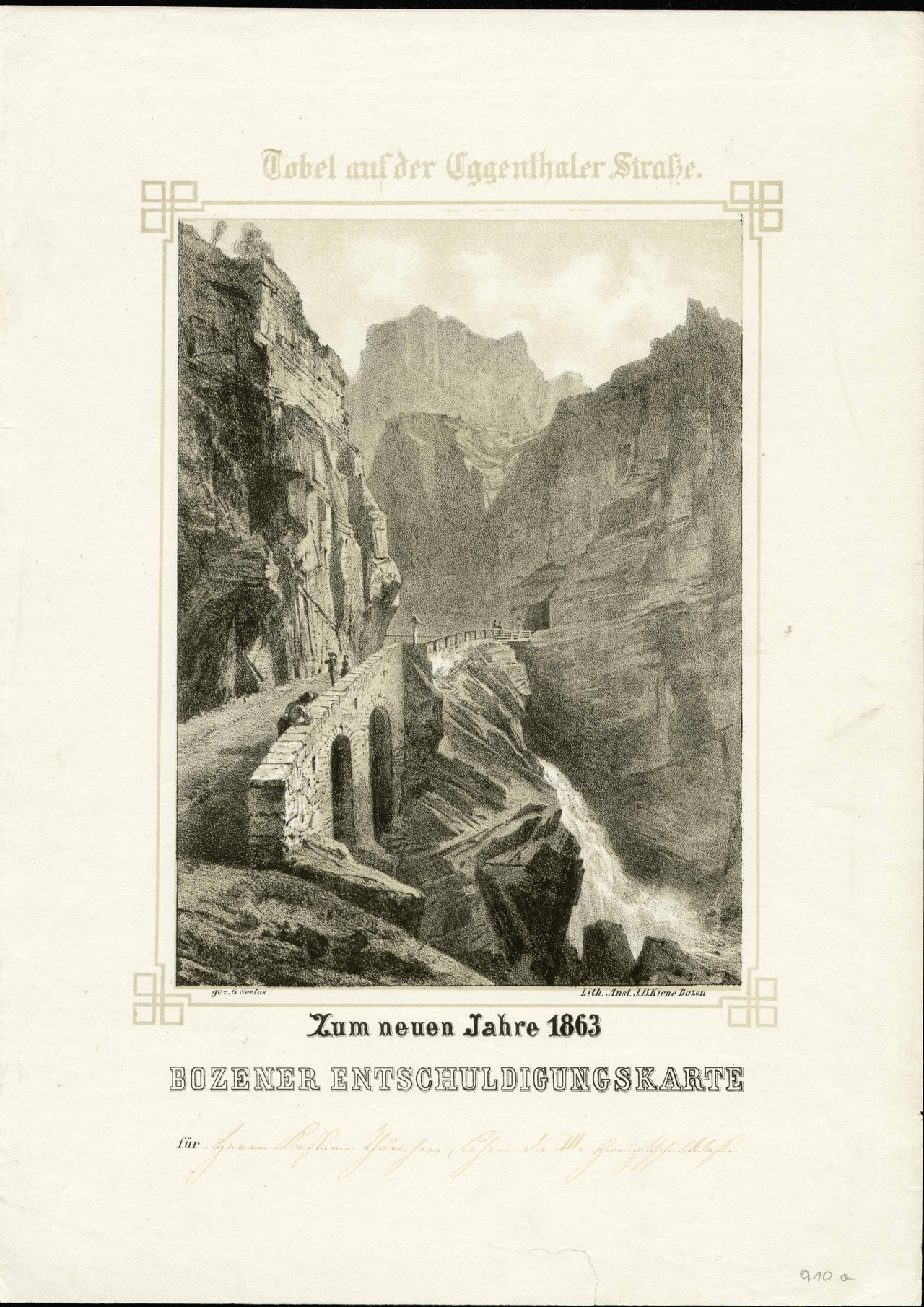
Tobel auf der Eggenthaler Straße, Bozener Neujahrsentschuldigungskarte von 1863 (Gustav Seelos) mit hs. Widmung für Kassian Thurnherr, Landesbibliothek Dr. Friedrich Teßmann

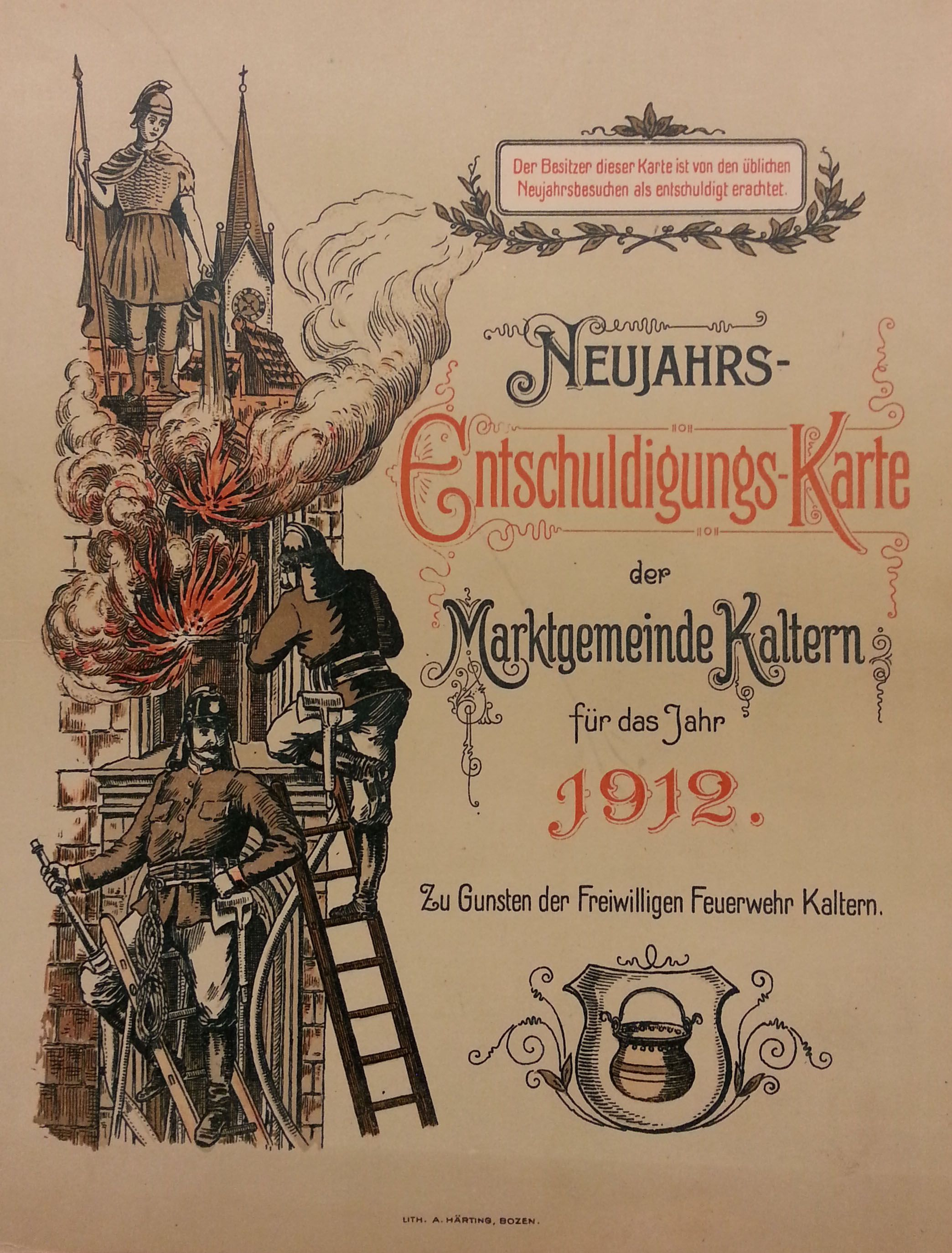
Entschuldigungskarte der Freiwilligen Feuerwehr Kaltern in Südtirol von 1912, Tiroler Landesmuseum Ferdinandeum

Die Neujahrsentschuldigungskarte – auch Neujahrsgratulationsbefreiungskarte, Neujahrsgratulationsenthebungskarte, Neujahrsglückwunschenthebungskarte genannt – befreite von der lästigen Pflicht, allen Verwandten, Bekannten, Kollegen, Vorgesetzten usw. brieflich Neujahrsglückwünsche zu übermitteln.
Die Neujahrsentschuldigungskarte verbreitete sich in der Österreichisch-Ungarischen Monarchie und in Bayern seit 1814. Das Tiroler Landesmuseum Ferdinandeum in Innsbruck besitzt Neujahrsentschuldigungskarten aus über 50 Tiroler Orten. Der Münchner Magistrat lud erstmals 1843 zum Kauf einer solchen Karte ein. Die Enthebungskarten hielten sich mancherorts bis in die 1930er Jahre, im Nationalsozialismus wurden sie 1936 zugunsten des Winterhilfswerks verboten. Bis heute wird der Brauch gelegentlich wiederbelebt.
So hat die Stadt Hall in Tirol im Jahre 1986 die Neujahrsentschuldigungskarte wieder eingeführt und bis 2010 für den Sozialsprengel gesammelt. Nach einer Unterbrechung gibt es wieder ab Neujahr 2018 eine Haller Neujahrsentschuldigungskarte, die nun vom Lambichler Sozialfonds organisiert wird. Im Jahr 2024 wurde „Die Praxis der Neujahrs-Entschuldigungskarte Hall in Tirol“ ins nationale Verzeichnis des immateriellen UNESCO-Kulturerbes aufgenommen.
Auch in Innsbruck wird seit 2016 eine Karte vom Innenstadtverein aufgelegt (2016 Franz Mölk, 2017 Anton Christian, 2018 Ilse Abka-Prandstetter). Die Karte wurde ab 2018 umbenannt in „Innsbrucker Glückwunschkarte“.
Ebenfalls wieder aufgenommen wurde der Brauch von der Stadt Sterzing im Jahr 1997.
Die Entschuldigungskarten waren eine kommunale Angelegenheit. Zum Kauf eingeladen wurde durch die Gemeinde oder Stadt. Gegen eine Gebühr, ggf. mit einer darüber hinausgehenden Spende kaufte man sich frei von der persönlichen Gratulationspflicht. Die Liste der Einzahler bzw. Spender, angeführt vom Bürgermeister, den Stadtvätern o. ä., wurde publikumswirksam in der regionalen Presse veröffentlicht. Die Gelder flossen in die Armenkasse, meist zum Holzankauf für die Armen der Gemeinde. Auf diese Weise dienten die Karten auch sozialen Zwecken. Auch von den Feuerwehren wurden solche Karten aufgelegt, wobei diese Erlöse der Feuerwehr zugutekamen.
Größe und Gestaltung der Enthebungskarten entwickelten sich und variierten. Zunächst erhielt man nur ein, oft ornamental ausgestaltetes, Kärtchen, das man an die Haustür heften konnte, um Schnorrer oder unliebsame Gratulanten abzuweisen. Die Entwicklung ging von kleinen Formaten mit einfacher Dekoration zu großen Blättern mit Abbildungen. Bei den Bildern handelt es sich zumeist um religiöse, topografische und historische Motive. Zum Motivschatz gehörten auch geläufige allegorische und mythologische Attribute oder Figuren sowie die Stadtwappen.
Die Aufträge kamen besonders lokalen Künstlern und ihren Kunstanstalten zugute. Von bekannteren bildenden Künstlern gestalteten derartige Karten u. a. die Brüder Gottfried und Gustav Seelos. Die Prager Neujahrsentschuldigungskarten mit religiösen und vaterländischen Bildmotiven wurden von 1831 bis 1838 fast ausschließlich von Joseph Führich gezeichnet.